# Anthurium pendulifolium
Anthurium pendulifolium är en kallaväxtart som beskrevs av Nicholas Edward Brown. Anthurium pendulifolium ingår i släktet Anthurium och familjen kallaväxter. Inga underarter finns listade.